# سفينة حربية

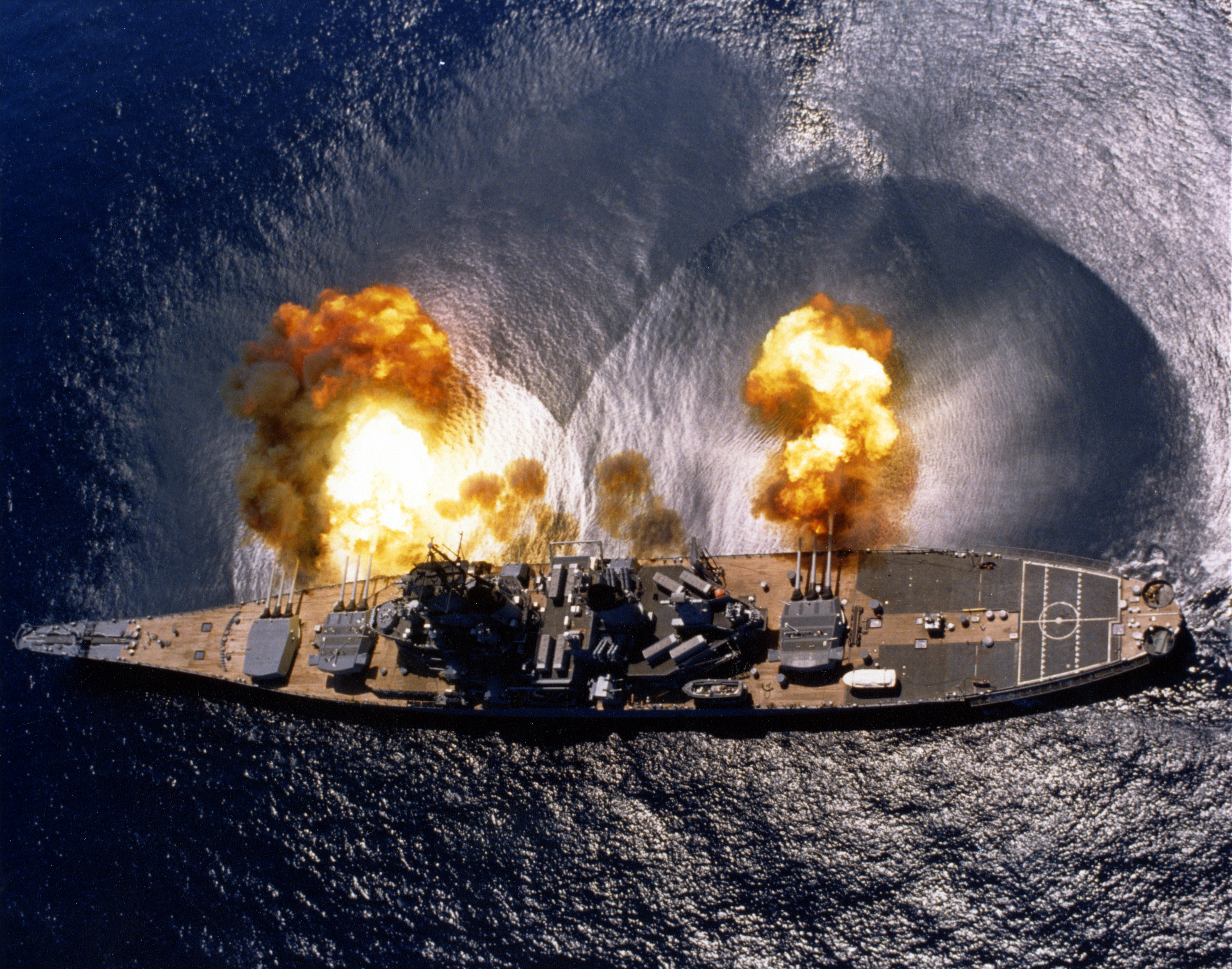
القوة التدميرية للصواريخ المستخدمة على السفن الحربية

صورة توضيحية لبرج الذخيرة الحية

السفينة الحربية هي سفينة مدرعة كبيرة، مثقلة بالأسلحة وتستخدم لأغراض الحرب، بالإضافة إلى المدافعية المكونة من عدد من أعيرة المدافع، السفن الحربية أكبر وأفضل في التسلح من المدمرات، والزوارق.
السفن الحربية يتم تحديثها دوما بأحدث ما وصل إليه العلم ويدمج فيها دوماً كافة التقنيات الجديدة.
كانت السفن الحربية دوماً رمزاً للسيطرة البحرية وتوضع في ميزان قوة الأمم، ولعقود كانت السفن الحربية عامل رئيسي على كل الصعيدين الدبلوماسي والفن الحربي. سباق التسلح العالمي في بناء السفن الحربية في أوائل القرن العشرين كان أحد أسباب الحرب العالمية الأولى. حيث شوهدت معركة ضخمة بين الأساطيل في معركة جوتلاند، اتفاقية تقليص الأسلحة البحرية في عشرينات وثلاثينات القرن المنصرم بين أمريكا وبريطانيا وفرنسا واليابان قلصت من أعداد السفن الحربية ولكن ذلك لم يحول دون تطور التصميم والتقنيات المستخدمة فيها. كلاً من الحلفاء ودول المحور قاموا باستخدام السفن الحربية خلال الحرب العالمية الثانية.
كثرة الأشتباكات الحربية في القرن العشرين أدت لاستبدال المدرعة البحرية بالسفينة البحرية كعامل رئيسي في الحروب المائية، تم الأحتفاظ بالسفن الحربية أثناء الحرب الباردة من قبل البحرية الأمريكية فقط من أجل أغراض الدعم الحربي.